# Дегоба
Дегоба е планета от вселената на Междузвездни войни. Тя е покрита изцяло от блата и гъста растителност. Дегоба е включена в Империята отвръща на удара и Завръщането на джедаите като дом на Йода, който идва тук в доброволно изгнание след почти пълното избиване на джедаите в Отмъщението на ситите. Тя е ненаселена, но е изключително влажна и гъмжи от влечуги. Растителността включва и вкаменени дървета. Названието на Дегоба вероятно идва от синхалски език, където дагоба означава ступа (будистки храм). Това вероятно се обяснява с особената пещера, в която няколко джедаи (вкл. Люк Скайуокър) са пращани, за да опознаят Тъмната страна на Силата.
След като приключва с обучението на Люк, Йода се разболява и умира от старост на Дегоба.